# Hana Černá
Hana Černá (Brno, República Checa, 17 de mayo de 1974) es un nadadora retirada especializada en pruebas de estilo libre y estilo combinado. Fue medalla de bronce en la prueba de 400 metros estilos en los Campeonato Europeo de Natación de 1993, los de 1997 y los de 1999.
Representó a Checoslovaquia en los Juegos Olímpicos de Barcelona 1992 y a la República Checa en los de Atlanta 1996 y Sídney 2000.

## Palmarés internacional
| Campeonato Europeo de Natación | Campeonato Europeo de Natación | Campeonato Europeo de Natación | Campeonato Europeo de Natación |
| Año                            | Lugar                          | Medalla                        | Prueba                         |
| ------------------------------ | ------------------------------ | ------------------------------ | ------------------------------ |
| 1993                           | Sheffield (Reino Unido)        | Medalla de bronce              | 400 m estilos                  |
| 1997                           | Sevilla (España)               | Medalla de bronce              | 400 m estilos                  |
| 1999                           | Estambul (Turquía)             | Medalla de bronce              | 400 m estilos                  |